# Zuzanka
Zuzanka – potok w województwie dolnośląskim na Wzgórzach Strzelińskich, prawy dopływ Młyńskiej Strugi.

## Położenie
Wypływa pomiędzy miejscowościami Kalinowice Górne i Kalinowice Dolne. Zasila stawy dworskie w Kalinowicach Górnych. Przez Wzgórza Strzelińskie przepływa między wzniesieniami Dębówka i Młynarz na północy a Kalinówką i Bukową Górą na południu. Tworzy niewielki przełom u stóp Skalickich Skałek. Uchodzi do Młyńskiej strugi w Parku Henrykowskim w Henrykowie.

## Geologia
Zuzanka płynie po mioceńskich osadach, tylko w okolicy Skalickich Skałek występują gnejsy.

## Szlaki turystyczne
Poniżej ujścia Młynarza przecina szlak  z Ziębic do Strzelina, odtąd wzdłuż potoku prowadzi szlak  do Skalickich Skałek. W Parku Henrykowskim przecina szlak  prowadzący ze stacji kolejowej w Henrykowie do Ząbkowic Śląskich

## Źródła
- geoportal.gov.pl